# ماري ستيوارت ماسترسون
ماري ستيوارت ماسترسون (بالإنجليزية: Mary Stuart Masterson)‏ هي منتجة أفلام ومخرجة وممثلة أمريكية، ولدت في 28 يونيو 1966 بمانهاتن في الولايات المتحدة. من الجوائز التي نالتها جائزة المسرح العالمي سنة 2003.

## أعمال

### أفلام
- (1997) ساعي البريد[6][7]
- (2019) بشرة

### مسلسلات
- العرض المتأخر مع ديفيد ليترمان
- إن سي آي إس
- تاتش
- ذا غود وايف

## جوائز
- جائزة المسرح العالمي (2003)

## وصلات خارجية
- ماري ستيوارت ماسترسون على موقع IMDb (الإنجليزية)
- ماري ستيوارت ماسترسون على موقع ألو سيني (الفرنسية)
- ماري ستيوارت ماسترسون على موقع ميوزك برينز (الإنجليزية)
- ماري ستيوارت ماسترسون على موقع أول موفي (الإنجليزية)
- ماري ستيوارت ماسترسون على موقع قاعدة بيانات برودواي على الإنترنت (الإنجليزية)
- ماري ستيوارت ماسترسون على موقع قاعدة بيانات الأفلام السويدية (السويدية)
- ماري ستيوارت ماسترسون على موقع إن إن دي بي (الإنجليزية)
- ماري ستيوارت ماسترسون على موقع قاعدة بيانات الفيلم (الإنجليزية)
- ماري ستيوارت ماسترسون على موقع كينوبويسك (الروسية)